# Лыкова-Оболенская, Анастасия Никитична
Княгиня Анастасия Никитична Лыкова-Оболенская, урожденная Юрьева-Романова († 9 октября 1656) — боярыня, младшая дочь Никиты Романова, сестра патриарха Филарета, жена князя Бориса Лыкова.

## Биография
Родилась до 1581 года. Когда Романовы попали под опалу Бориса Годунова, ещё девицею была сослана на Белоозеро (1601). Возвратилась в Клин к своему брату Фёдору Никитичу (1602). Была выдана замуж за князя Бориса Михайловича Лыкова-Оболенского, которого Лжедмитрий возводит в сан боярина (1606).
На свадьбе своего племянника царя Михаила Фёдоровича с Евдокией Стрешневой, Анастасия Никитична была боярыней в комнате и ехала за царицей в санях (05 февраля 1626).
На свадьбе царя Алексея Михайловича с Марией Милославской, была также боярыней в комнате (26 января 1648).
Овдовела в 1646 году. Получила вотчины мужа, которые после неё перешли к её дочери княгине Елене Борисовне Хворостининой (1647).  Позднее приняла схиму с именем Анисьи.
Умерла 9 октября 1656 года, была погребена в Пафнутьевском монастыре.

### Дети
- Иван Борисович († 23.12.1624)[6] — умер в младенчестве.

- Акулина Борисовна († 9.04.1615) — умерла в детстве.

- Ульяна Борисовна († 10.12.1617) — умерла в детстве.

- Елена Борисовна[7] († после 1673) — с 1646 года жена князя Фёдора Юрьевича Хворостинина († 1655).

Согласно исследованию Д. Ф. Кобеко, были ещё две дочери:
- Мария Борисовна — жена Ивана Михаиловича Шеина (с 1630).

- Федосья Борисовна († 1693) — жена князя Семёна Андреевича Урусова (1610/1617—1657).